# Buggyra International Racing System
Buggyra International Racing System, abreviado Buggyra, y por motivos de patrocinio Buggyra Zero Mileage Racing, es un equipo checo de automovilismo, especializado en las carreras de camiones. Fundado en 1969, es uno de los equipos que más éxito han obtenido en el automovilismo de camiones, especialmente en el Campeonato de Europa de Carreras de Camiones (ETRC), del que es el equipo más laureado de la historia del campeonato. Para Buggyra han corrido pilotos como Gerd Körber, David Vršecký, Markus Bösiger o Adam Lacko. El mánager del equipo es Jan Kalivoda. El fundador del equipo es Vaclav Kral y el dueño es Martin Koloc.

## Campeonato de Europa de Carreras de Camiones
El equipo Buggyra destaca sobre el resto ya que, a diferencia de los otros equipos del ETRC, no utilizan camiones europeos, sino que sus pilotos conducen camiones de la marca estadounidense Freightliner.

### Primeros éxitos
Los primeros éxitos del equipo en el ETRC llegaron en los primeros años del siglo XXI cuando, en los años 2002 y 2003, Gerd Körber conquistó dos títulos del ETRC en la categoría Súper Camión de Carreras a bordo de un camión desarrollado por Buggyra, el Buggyra MK 002.
Durante las temporadas 2003 y 2004 el español Antonio Albacete pilotó una unidad independiente del MK002b y MK002c bajo la estructura del Equipo CEPSA logrando la 3ª posición en 2003 y la 4ª en 2004 tras lograr 4 victorias absolutas.

### Año Körber-Vršecký
En la temporada inaugural del Campeonato de Europa de Carreras de Camiones alinearon dos camiones, uno para el alemán Gerd Körber y otro para el checo David Vršecký. Körber fue subcampeón con 9 victorias y Vršecký fue quinto con 5, entre ellas tres consecutivas (las tres primeras carreras del año). Consiguieron finalizar primero y segundo, indistintamente, en cuatro carreras.

### Años Bösiger-Vršecký
Buggyra formó uno de las parejas más exitosas de pilotos jamás vista en el ETRC, compuesta por David Vršecký y Markus Bösiger, que hicieron a Buggyra campeón del Campeonato por equipos del ETRC durante tres temporadas seguidas, añadidos a los títulos obtenidos por sus pilotos en el Campeonato de pilotos.

#### Temporada 2007
En la temporada 2007 el equipo comenzó la temporada ganando las ocho primeras carreras del año (7 Bösiger y una Vršecký). En total ese año, Buggyra ganó 23 de las 36 carreras del año (16 Bösiger y 7 Vršecký) y consiguió 12 de las 18 poles (8 Bösiger y 4 Vršecký). Esos resultaron permitieron que Bösiger se proclamase campeón del ETRC -tras un litigio en la FIA que despojaba del título al español Antonio Albacete- y Vršecký se situase en tercera posición. Ese año, Buggyra ganó el título de equipos.

#### Temporada 2008
El segundo año de ensueño de Buggyra comenzó con ocho victorias en las primeras doce carreras. Al término de la temporada, el equipo sumó 15 poles (7 Bösiger y 8 Vršecký) y 23 victorias de carrera (15 Bösiger y 8 Vršecký) y 15 poles (7 Bösiger y 8 Vršecký). El mejor año en la historia de Buggyra en el ETRC se saldó con el título de equipos y el Campeonato de pilotos para Vršecký. Además, Bösiger se hizo con la segunda plaza del campeonato, certificando el doblete de Buggyra en la clasificación de pilotos.

#### Temporada 2009
Buggyra mantuvo la dupla para 2009, año en el que Buggyra volvió a ganar el título de equipos del ETRC y Vršecký el de pilotos. Sin embargo, el rendimiento de Bösiger no fue tan bueno y cayó al cuarto puesto de la general. El equipo consiguió 8 poles (2 Bösiger y 6 Vršecký) y 19 victorias de carrera (3 Bösiger y 16 Vršecký). A lo largo del año consiguieron cuatro dobletes (es decir, que sus pilotos acabaron en la misma carrera 1º y 2º). Esa temporada los camiones fueron de color diferente: el de Vršecký era azul y el de Bösiger, gris.

### Vršecký, un fijo
En la temporada 2010 Bösiger abandona Buggyra para fichar por el nuevo equipo MKR Technology. Ese año Buggyra introduce un nuevo camión, cambiando el color azul por el blanco predominante, con detalles en azul y rojo.

#### Temporada 2010
Esa temporada tan solo hubo un Buggyra corriendo tiempo completo, el de Vršecký, quien ganó dos carreras y consiguió una pole, para finalizar quinto en la clasificación general. El otro camión corrió ocho de las nueve carreras (siete de ellas las corrió Uwe Nittel y la otra Mikhail Konovalov). Buggyra no defendió su título de equipos, que quedó en manos de MKR Technology.

#### Temporada 2011
La temporada 2011 del ETRC trajo de vuelta el segundo camión de Buggyra, pilotado por Christopher Levett. Tras una temporada en la que solo se consiguieron tres victorias de carreras y una pole (todas por Vršecký), el equipo se situó en cuarto lugar (de cinco) en la clasificación de equipos, con sus pilotos en quinta (Vršecký) y octava (Levett) posición.

#### Temporada 2012
Tras los malos resultados de la temporada anterior, Buggyra mantuvo solo a Vršecký corriendo a tiempo completo, mientras que un segundo camión correría a tiempo parcial. Iurii Egorov condujo el segundo Buggyra en las rondas 6 y 11 del campeonato, mientras que en la ronda siete fue conducido por el propio Egorov (las carreras del sábado) y Mikhail Konovalov (las carreras del domingo). En la octava ronda, el camión fue conducido por Michal Matejovsky. Vršecký consiguió una pole y tres victorias. El equipo no participó en el Campeonato de equipos. Además, solo Vršecký pudo puntuar en el campeonato, ya que la FIA solo permite hacerlo a aquellos pilotos que disputen alguno de los cinco primeros Grandes Premios.

#### Temporada 2013

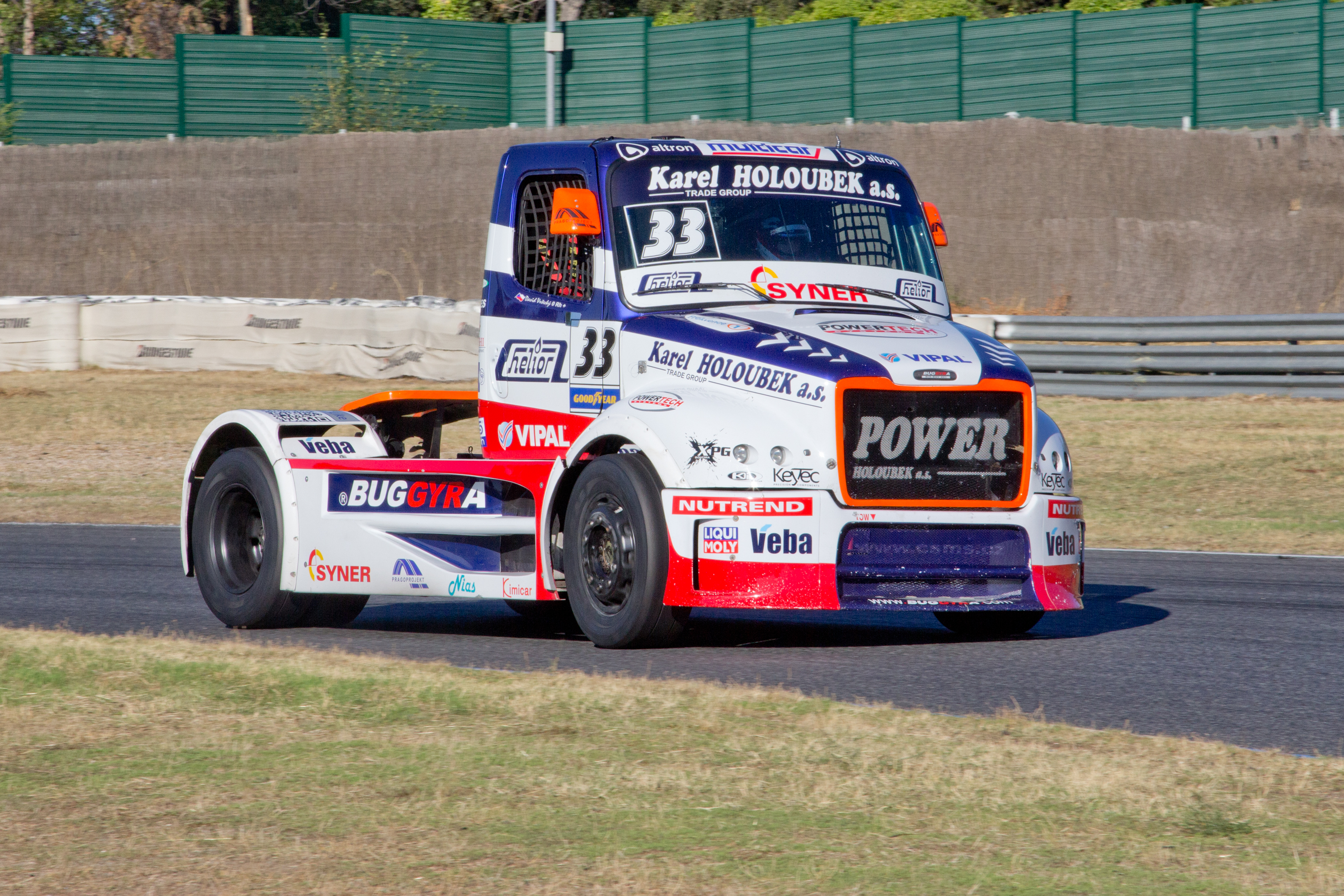
Vršecký en el GP Camión de España 2013

En 2013 volvió a haber un solo Buggyra en pista, pilotado por Vršecký, quien finalizó quinto por cuarto año consecutivo, tras una pole y tres victorias. El equipo no participó en el campeonato por equipos. No obstante, dieron soporte y construyeron el camión que utilizó el equipo Red Ice Racing.

### Años Lacko-Vršecký

#### Temporada 2014
En 2014 Buggyra fichó a Adam Lacko, joven piloto checo que en los tres años anteriores había corrido para MKR Technology. De esta forma, el equipo checo tendría dos pilotos de la misma nacionalidad y de perfiles dispares: un piloto consagrado y campeón como Vršecký y una joven promesa como Lacko. El equipo fue segundo en el título por equipos, con una pole conseguida por Vršecký y 12 victorias (4 victorias Vršecký y 8 Lacko). Vršecký acabó por quinto año consecutivo quinto, Lacko fue cuarto.

#### Temporada 2015
Buggyra siguió con su pareja de pilotos para 2015, coronándose por cuarta vez y primera desde 2009 campeón de equipos del ETRC. En el plano individual de sus pilotos, Lacko fue subcampeón con 6 victorias, mientras que Vršecký fue cuarto con dos victorias.

### Lacko-Forman

#### Temporada 2016
David Vršecký abandonó el ETRC para pasar a ser ingeniero del equipo, para el que desarrollaría nuevos prototipos de camiones. Su lugar lo ocupó Jiri Forman, joven piloto checo de 22 años que debutaba en el ETRC. El equipo acabó segundo en el Campeonato de equipos, al igual que Lacko en el de pilotos (8 poles y 13 carreras ganadas). Forman acabó en décima posición con un podium.

### Lacko-Vršecký

#### Temporada 2017[2]
En 2017 Buggyra se proclama campeón de Europa por equipos con sus pilotos Lacko (que corrió a tiempo completo), Vršecký (que corrió a partir de la tercera ronda), Alen Draganovic (que corrió en la primera ronda) y Enes Draganovic (que corrió en la segunda ronda).
Además, ese año Lacko se proclamó campeón del ETRC por primera vez en su carrera, ganando 12 carreras y 5 poles. Vršecký ganó una carrera y acabó octavo en la general.

### Era Lacko-Janes

#### Temporada 2018

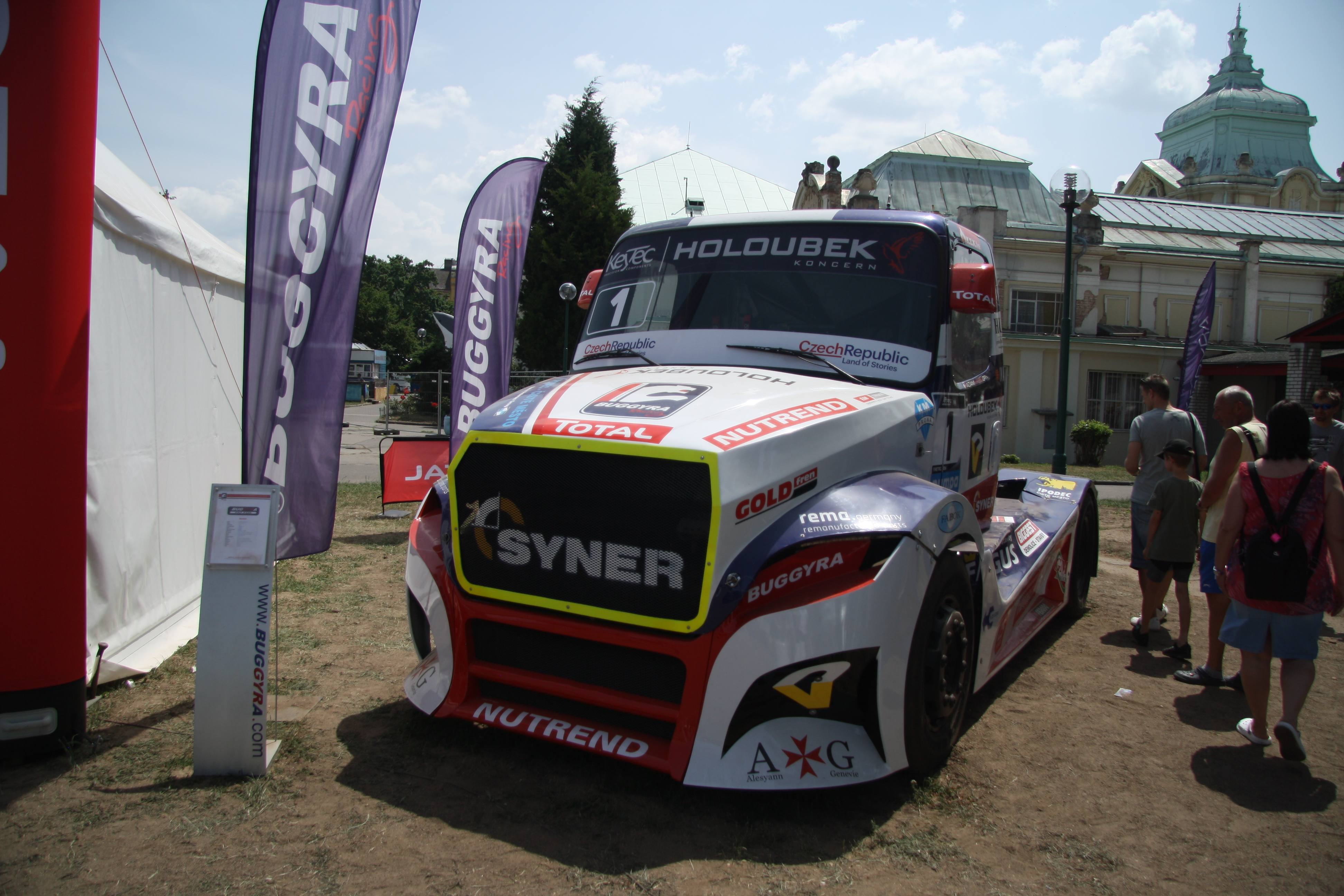
Buggyra Fat Fox de Lacko en 2018

Ese año Lacko defendía su título junto a su nuevo compañero, Oly Janes, que hasta ese momento solo había corrido en el Campeonato Británico de Camiones. Tras la separación de pilotos en distintas clases efectuada en 2017, Buggyra tendría un piloto en cada clase (Lacko en la categoría Titan y a Janes en la Chrome luchando por la Grammer Truck Cup). El equipo acabó con cuatro poles y tres carreras ganadas, todas por Lacko. Lacko acabó subcampeón, mismo resultado que Janes en la Grammer Truck Cup. El equipo acabó tercero en el Campeonato por equipos.

#### Temporada 2019
En 2019 Buggyra mantuvo pareja de pilotos e introdujo un camión nuevo para Adam Lacko, el Buggyra VK50, desarrollado por David Vršecký, con el que aspiraba a coronarse campeón en el 50.º aniversario de la fundación del equipo, mientras que Oly Janes aspiraba a coronarse como ganador de la Grammer Truck Cup. Cabe destacar que Buggyra modificó el Freightliner de Lacko, ya que cambió el motor Caterpillar que acostumbran a llevar los Freightliner por uno MAN. La temporada fue algo decepcionante ya que, pese a acabar Lacko como líder de la clasificación general en Misano demostrando mucha velocidad tanto en seco como en lluvia, el checo finalizó tercero en la general con solo tres victorias, de las cuales una la consiguió en el formato de parrilla invertida. Mientras tanto, Oly Janes finalizó undécimo en el campeonato. Además, se proclamó campeón de la Grammer Truck Cup con 5 victorias de categoría. El equipo fue tercero (de cinco) en el título por equipos.

### Mirando al futuro

#### Temporada 2020
A finales de octubre se anunció que Buggyra fichaba al joven Téo Calvet para correr el ETRC 2020, puesto que Oly Janes abandonaba el equipo para centrarse en la categoría doméstica, el BTRC. Además, se anunció que Aliyyah Koloc iba a hacer varias apariciones a lo largo del campeonato. El equipo construyó un nuevo camión para Adam Lacko, el DV50, pasando el que éste usó en 2019 a Calvet. Koloc utilizará el Fat Fox de Lacko de 2018. El equipo pasó a ser llamado, por motivos de patrocinio, Buggyra Zero Mileage Racing, tras conseguir el patrocinio de la marca de lubricantes china Zero Mileage.
La temporada empezó bien, con una victoria y dos podios de Lacko en Most, y con una victoria en la Goodyear Cup para Calvet. Lacko consiguió una victoria y tres podios más en Hungaroring, mientras que Calvet sumó dos triunfos y cuatro podios en la Copa Promotor. Koloc acabó entre los cinco primeros en tres carreras, y el equipo era segundo en el título de equipos a doce puntos del primero. Sin embargo, el campeonato fue cancelado, de modo que el equipo no pudo pelear por los títulos a los que aspiraba ese año.

## Campeonato de Francia de Carreras de Camiones
En 2020 Buggyra envió a sus tres pilotos del europeo a correr la cita inaugural del Campeonato de Francia de Carreras de Camiones. En la primera carrera de Nogaro la suerte fue dispar, ya que Calvet ganó y Koloc fue tercera, pero Lacko tuvo que retirarse. En la segunda todos acabaron en zona de puntos, pero sin acabar en el podium. En la jornada dominical celebraron dos dobles podios: un primero de Lacko y un tercero de Calvet en la carrera 3 y un primero de Lacko y un segundo de Koloc en la carrera 4.

## Campeonato Holandés de Carreras de Camiones
El equipo participó en la segunda ronda del Campeonato Holandés de Carreras de Camiones en Zolder , ya que el ETRC suspendió las carreras programadas en el propio Circuito de Zolder que iban a correrse las mismas fechas. El equipo consiguió muy buenos resultados, ya que Lacko ganó las cuatro carreras y, Koloc puntuó en todas las carreras y Calvet, que sólo pudo correr tres, puntuó en todas y consiguió un podium.

## Campeonato Chino de Carreras de Camiones
En 2015 Buggyra desembarcó en el Campeonato Chino de Carreras de Camiones (CTR). En su primera temporada consiguen un doblete, con sus pilotos Martin Kolomý (piloto de Buggyra en Raids) y David Vršecký ocupando los dos primeros puestos de la general.
En 2016, 2017 y 2018 Vršecký se coronó campeón del CTR, haciéndolo en 2018 con un prototipo desarrollado por el mismo en años anteriores, el Buggyra Zero.

## Rally Raid
Buggyra también participa en rallies raid, siendo la mayor competición en la que participan el Rally Dakar, aunque también el Copa Mundial de Rally Cross-Country de la FIA y el Copa Mundial FIA de Bajas. Por sus filas han pilotado corredores como Martin Kolomý o Martin Soltys.
En Raids el equipo corre con camiones de la marca checa Tatra. En octubre de 2019 se anunció que el equipo contaría con un buggy pilotado para el Dakar de 2020 pilotado por el ganador del mismo en la categoría de quads en el año 2009 Josef Machacek.

### Rally Dakar

#### Rally Dakar 2014

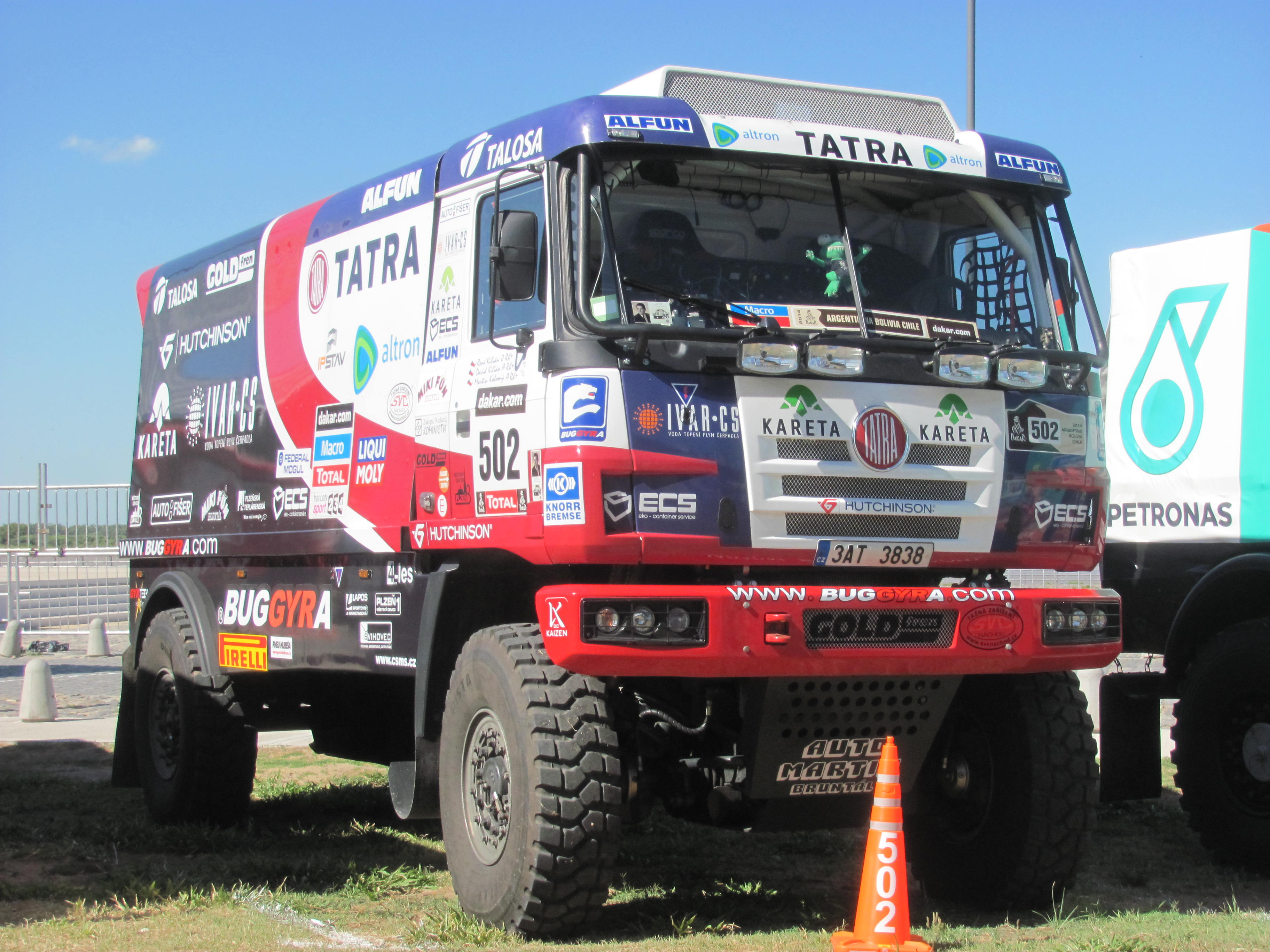
Tatra del equipo Buggyra antes del comienzo del Rally Dakar 2014.

En 2014 Martin Kolomý ficha por Buggyra para correr en raids. Participó en el Rally Dakar, donde abandonó en la etapa número ocho.

#### Rally Dakar 2015
Ese año, Martin Kolomý logró finalizar el rally en una meritoria séptima posición, acompañado de sus copilotos, los también checos David y René Kilián.

#### Rally Dakar 2016
En 2016 los resultados empeoraron, ya que, pese a ganar una etapa, Kolomý acabó en decimoséptima posición.

#### Rally Dakar 2017
Buggyra participa en el Rally Dakar de 2018 con Martin Kolomý, quien acabó decimoquinto con una victoria de etapa, y con Ales Loprais, quien acabó séptimo sin victorias de etapa.

#### Rally Dakar 2018

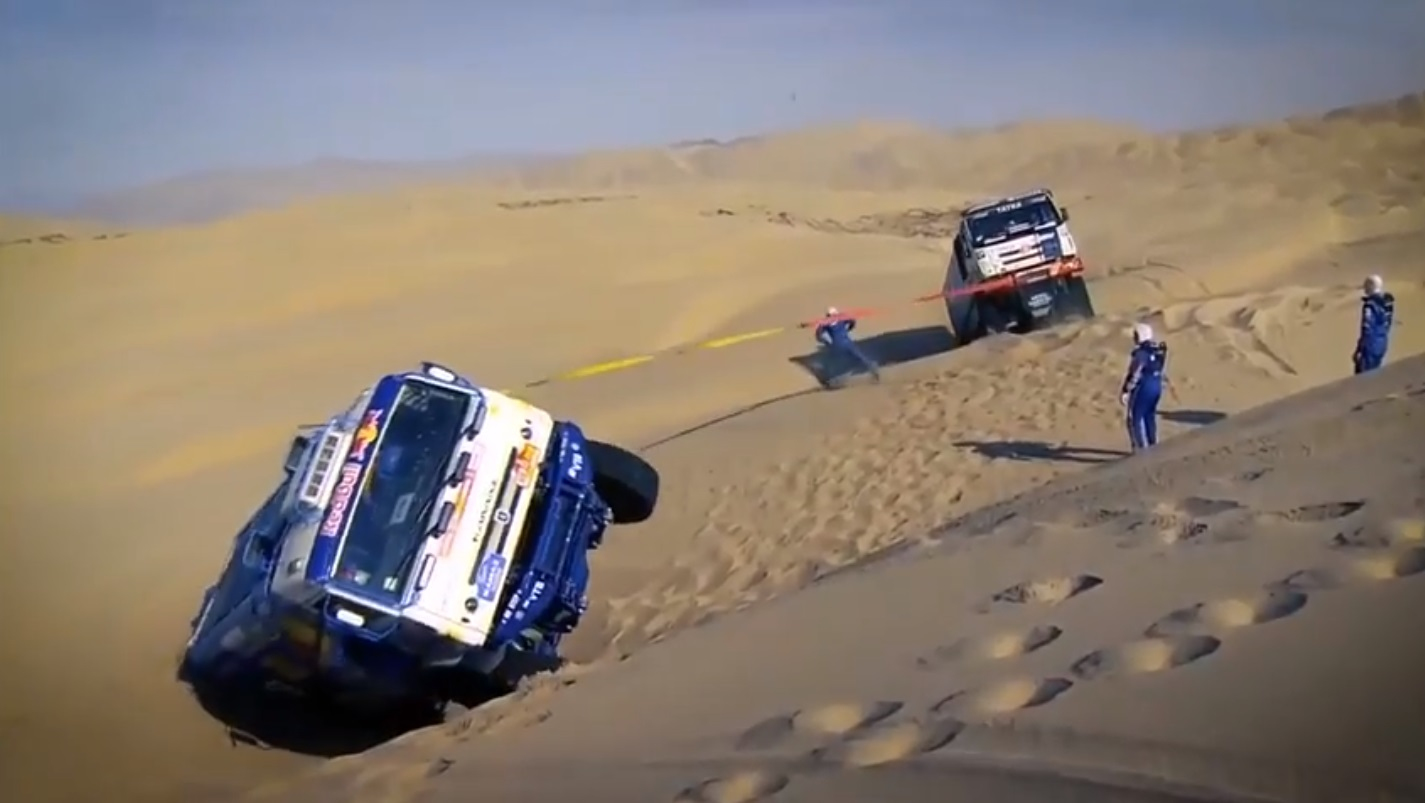
Martin Kolomý (fondo) ayuda a Nikolaev (frente) en el Rally Dakar 2018.

En el Rally Dakar de 2018 Buggyra incorporó a un nuevo piloto, Martin Soltys, que se unió a Martin Kolomý. Kolomý acabó 11.º con una victoria de etapa mientras que Soltys acabó 12º sin victorias de etapa. Pavel Vrnak condujo otro camión de Buggyra, pero se trataba de un camión de asistencia rápida, con el número 541.

#### Rally Dakar 2019
El Rally Dakar de 2019 fue bastante decepcionante para el equipo checo, puesto que se saldó con dos abandonos. Martin Kolomý abandonó en la etapa 3 cuando marchaba octavo en la general, mientras que Martin Soltys abandonó en la etapa ocho cuando marchaba en la posición número 13. El equipo no consiguió ninguna victoria de etapa.

#### Rally Dakar 2020
En la categoría de camiones, el equipo alineará tan solo el camión de Martin Soltys ya que la otra unidad se rompió en una prueba previa al rally, sin tiempo para repararla. De este modo, Martin Kolomý abandona el equipo y participará en la categoría de coches en el mismo equipo en el que corre el también checo Martin Prokop. Soltys acabó el rally en undécima posición, teniendo como mejor resultado de etapa el sexto puesto logrado en la etapa inicial. También consiguió dos novenos y un octavo, finalizando las demás etapas fuera del top 10.
En la categoría de SSV (nuevo nombre de los SxS), Buggyra alineará un buggy pilotado por Josef Machacek, ganador del rally en 2009, en la categoría de quads. Ese buggy es un Can-AM Maverick X RS Turbo R. Tuvo como copiloto al checo Vlastimil Tosenovsky. El rally comenzó muy mal para la pareja checa, ya que fueron cuadragésimo primeros en la primera etapa. No obstante, el rendimiento mejoró con el paso de los días, acabando el rally en la posición vigésimo séptima teniendo el undécimo puesto de la etapa 9 como mejor resultado.

#### Rally Dakar 2021
El equipo fue muy preparado al Rally Dakar 2021 Por una parte, el camión de Martin Soltys tendría una nueva caja de cambios automática, muy útil para subir dunas. Por otra parte, el equipo volvería a tener una segunda unidad, que estaría en manos del tres veces ganador en quads Ignacio Casale., que sólo tenía una participación en camión (su debut en el Dakar, siendo navegador de su padre). Por otro lado, el equipo tendría no uno sino dos buggys en 2021, uno con Josef Machacek y otro para el único checo en correr en la Fórmula 1, Tomas Enge.
En cuanto a los camiones, el objetivo era acabar entre los diez primeros. Soltys comenzó muy bien el rally, pues entró en el top-10 en cinco de las seis etapas, destacando el cuarto puesto logrado en la sexta, la última antes de la jornada de descanso. Sin embargo, la mala etapa 3 le hizo acabar la primera semana de carrera en la décima posición. En cuanto a Casale, su rendimiento fue muy bueno, pues marchaba octavo al término de la primera jornada, con un sexto puesto como mejor resultado.
En la etapa 7, ambos camiones entraron entre los diez primeros, a media hora del ganador de etapa. Al día siguiente, Soltys fue 9º y Casale firmó un gran quinto puesto. En la etapa 9 hubo problemas mecánicos que hicieron perder una hora y 45 minutos a Casale cuando marchaba primero, mientras que Soltys se dejó 45 minutos. En la décima, Casale fue 8º a menos de diez minutos del ganador, pero Soltys tuvo problemas y fue 16º a más de una hora. Al día siguiente, los problemas se invirtieron y, mientras que Soltys fue 7º, Casale fue 12º, a más de una hora del ganador. En la última etapa, los dos camiones acabaron en el top-10 de la general, y Casale aventajó en el suficiente tiempo a Soltys para adelantarle en la general, acabando el chileno 9º y el checo 10º.
En cuanto a los buggys, no pudieron luchar por la victoria en la categoría conjunta de T3 y T4, pero en la suya propia, la de vehículos ligeros sí que lo hicieron y, de hecho, la consiguieron, pues Machacek venció con más de dos horas de ventaja sobre Liparoti, aprovechando los problemas mecánicos de los tres buggys de Red Bull y los dos de X-Raid. Por su parte, Enge logró ir remontando después de unas malas primera etapas y acabó en el top-10.

## Récords de velocidad

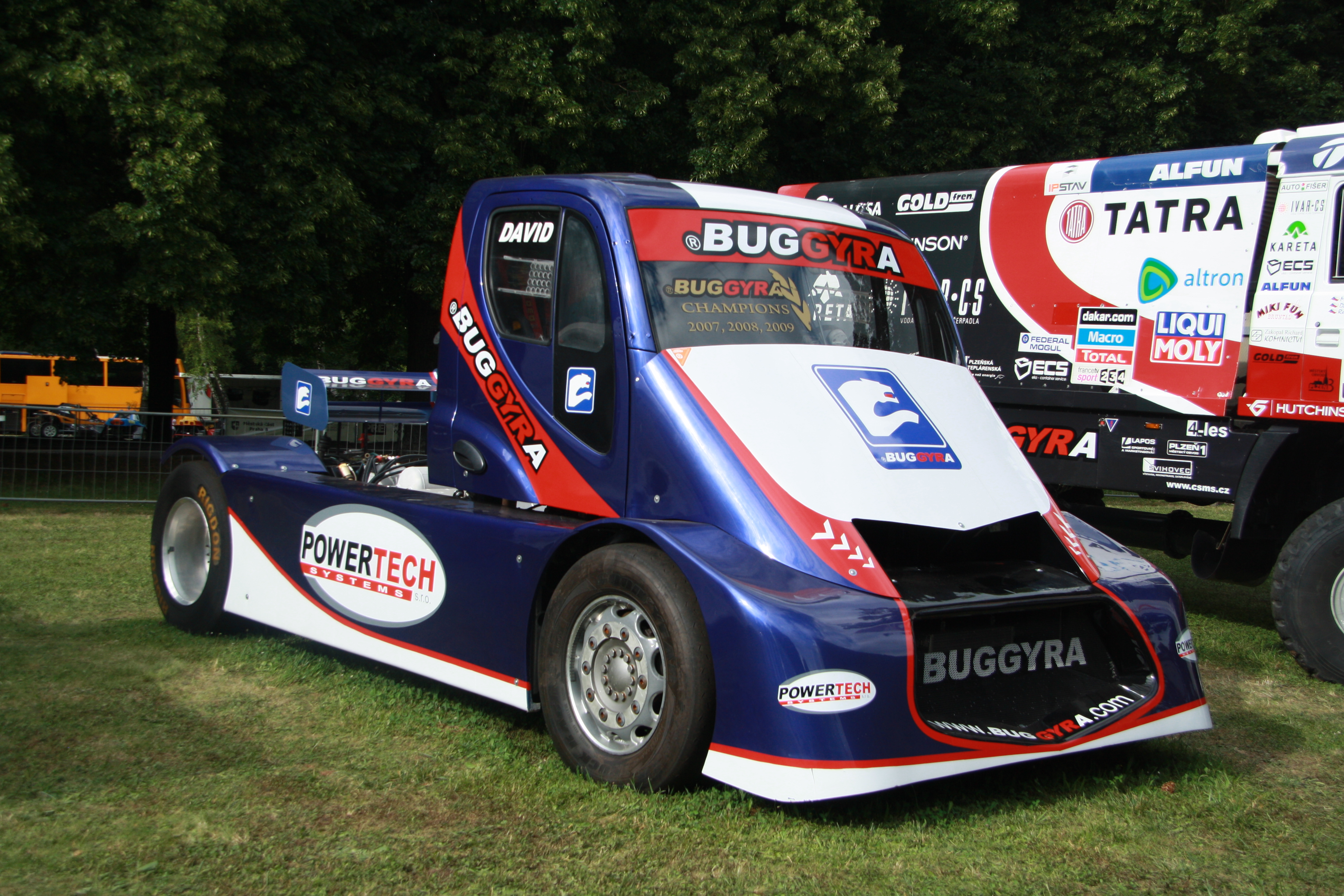
Prototipo con el que Vršecký batió récords de velocidad.

En 2005 Buggyra preparó el camión con el que su piloto en el ETRC David Vršecký batió el récord de máxima velocidad a bordo de un camión en el Autódromo de Dubái. 
En 2009 Vršecký  volvió a establecer un nuevo récord mundial de velocidad.
En 2010 Vršecký estableció tres récords mundiales de velocidad en Lausitzring.
En 2020 Buggyra preparó un nuevo prototipo con el que Aliyyah Koloc, a la edad de 15 años, se convirtió en el piloto más rápido de la historia a bordo de un camión.

## Resultados

### Resultados en el Campeonato de equipos del ETRC
| Año  | Vehículo     | Pilotos                          | Pos. |
| ---- | ------------ | -------------------------------- | ---- |
| 2007 | Freightliner | Markus Bösiger-David Vršecký     | 1    |
| 2008 | Freightliner | Markus Bösiger-David Vršecký     | 1    |
| 2009 | Freightliner | Markus Bösiger-David Vršecký     | 1    |
| 2011 | Freightliner | David Vršecký-Christopher Levett | 4    |
| 2014 | Freightliner | David Vršecký-Adam Lacko         | 2    |
| 2015 | Freightliner | David Vršecký-Adam Lacko         | 1    |
| 2016 | Freightliner | Adam Lacko-Jiří Forman           | 2    |
| 2017 | Freightliner | David Vršecký-Adam Lacko         | 1    |
| 2018 | Freightliner | Adam Lacko-Oly Janes             | 3    |
| 2019 | Freightliner | Adam Lacko-Oly Janes             | 3    |
| 2020 | Freightliner | Adam Lacko-Téo Calvet            | -    |
| 2021 | Freightliner | Adam Lacko-Téo Calvet            | 4    |

### Resultados de sus pilotos en el ETRC
| Año  | Camión       | N.º | Pilotos            | 1       | 1       | 1       | 1       | 2       | 2       | 2      | 2       | 3       | 3      | 3       | 3      | 4      | 4      | 4       | 4       | 5       | 5      | 5      | 5       | 6       | 6       | 6       | 6       | 7       | 7       | 7       | 7       | 8       | 8       | 8       | 8       | 9       | 9       | 9       | 9       | 10      | 10      | 10      | 10      | 11    | 11    | 11    | 11    | Posición | Puntos |
| ---- | ------------ | --- | ------------------ | ------- | ------- | ------- | ------- | ------- | ------- | ------ | ------- | ------- | ------ | ------- | ------ | ------ | ------ | ------- | ------- | ------- | ------ | ------ | ------- | ------- | ------- | ------- | ------- | ------- | ------- | ------- | ------- | ------- | ------- | ------- | ------- | ------- | ------- | ------- | ------- | ------- | ------- | ------- | ------- | ----- | ----- | ----- | ----- | -------- | ------ |
| 2006 | Freightliner | 3   | Gerd Körber        | BAR 5   | BAR 2   | BAR 2   | BAR 4   | MIS 2   | MIS 3   | MIS 5  | MIS 3   | ALB 3   | ALB 3  | ALB 1   | ALB 1  | NOG 4  | NOG 2  | NOG 4   | NOG 2   | NUR 3   | NUR 3  | NUR 1  | NUR 1   | MOS 4   | MOS Ret | MOS 7   | MOS 5   | ZOL 1   | ZOL Ret | ZOL 1   | ZOL 1   | JAR 2   | JAR 2   | JAR 8   | JAR 4   | LMS 1   | LMS 1   | LMS 4   | LMS 3   |         |         |         |         |       |       |       |       | 2º       | 318    |
| 2006 | Freightliner | 4   | David Vršecký      | BAR 1   | BAR 1   | BAR 1   | BAR 5   | MIS 5   | MIS Ret | MIS 6  | MIS 4   | ALB 5   | ALB 5  | ALB 4   | ALB 5  | NOG 5  | NOG 5  | NOG Ret | NOG 8   | NUR 2   | NUR 8  | NUR 1  | NUR 2   | MOS DNS | MOS DNS | MOS 2   | MOS 2   | ZOL 2   | ZOL 1   | ZOL 3   | ZOL 4   | JAR 9   | JAR Ret | JAR DNS | JAR DNS | LMS 4   | LMS 3   | LMS 6   | LMS 5   |         |         |         |         |       |       |       |       | 5º       | 220    |
| 2007 | Freightliner | 5   | David Vršecký      | BAR 2   | BAR 6   | BAR 4   | BAR 1   | ZOL 4   | ZOL 2   | ZOL 20 | ZOL 5   | ALB 6   | ALB 4  | ALB 7   | ALB 1  | NOG 4  | NOG 6  | NOG 3   | NOG 3   | NUR 2   | NUR 2  | NUR 3  | NUR 1   | MOS 1   | MOS 3   | MOS Ret | MOS DNS | LMS 4   | LMS 5   | LMS 1   | LMS 1   | MIS 3   | MIS 5   | MIS 3   | MIS 1   | JAR 10  | JAR 7   | JAR 2   | JAR Ret |         |         |         |         |       |       |       |       | 3º       | 321    |
| 2007 | Freightliner | 6   | Markus Bösiger     | BAR 1   | BAR 1   | BAR 1   | BAR 2   | ZOL 1   | ZOL 1   | ZOL 1  | ZOL 1   | ALB 2   | ALB 2  | ALB 1   | ALB 6  | NOG 1  | NOG 1  | NOG 2   | NOG 2   | NUR 1   | NUR 1  | NUR 1  | NUR Ret | MOS 3   | MOS 2   | MOS Ret | MOS DNS | LMS 3   | LMS 1   | LMS 4   | LMS Ret | MIS 1   | MIS 1   | MIS 2   | MIS 5   | JAR 2   | JAR 2   | JAR Ret | JAR Ret |         |         |         |         |       |       |       |       | 1º       | 378    |
| 2008 | Freightliner | 1   | Markus Bösiger     | BAR 1   | BAR 6   | BAR 2   | BAR 2   | MIS 3   | MIS 3   | MIS 1  | MIS 1   | ALB 1   | ALB 1  | ALB Ret | ALB 8  | NOG 2  | NOG 1  | NOG 1   | NOG Ret | NUR 1   | NUR 1  | NUR 1  | NUR 5   | MOS 2   | MOS 2   | MOS 1   | MOS 1   | ZOL 2   | ZOL 2   | ZOL 1   | ZOL 6   | LMS 1   | LMS 1   | LMS 6   | LMS 2   | JAR 4   | JAR 3   | JAR 3   | JAR 3   |         |         |         |         |       |       |       |       | 2º       | 393    |
| 2008 | Freightliner | 3   | David Vršecký      | BAR 4   | BAR 3   | BAR 1   | BAR 1   | MIS 2   | MIS 1   | MIS 3  | MIS 4   | ALB 2   | ALB 5  | ALB 2   | ALB 3  | NOG 1  | NOG 2  | NOG 3   | NOG 2   | NUR 5   | NUR 2  | NUR 2  | NUR 1   | MOS 1   | MOS 1   | MOS 2   | MOS 2   | ZOL 3   | ZOL 3   | ZOL 2   | ZOL 1   | LMS 2   | LMS 3   | LMS 7   | LMS 3   | JAR 3   | JAR 4   | JAR 2   | JAR 2   |         |         |         |         |       |       |       |       | 1º       | 490    |
| 2009 | Freightliner | 1   | David Vršecký      | ASS 2   | ASS 1   | ASS Ret | ASS 5   | MIS 2   | MIS 2   | MIS 1  | MIS 3   | ALB 3   | ALB 1  | ALB 3   | ALB 3  | NOG 1  | NOG 3  | NOG 2   | NOG 2   | BAR 1   | BAR 3  | BAR 3  | BAR 1   | NUR 3   | NUR 1   | NUR 1   | NUR 3   | MOS 1   | MOS 1   | MOS 3   | MOS 2   | ZOL 2   | ZOL 1   | ZOL 1   | ZOL 2   | LMS 1   | LMS 3   | LMS 1   | LMS 1   | JAR 1   | JAR 4   | JAR 2   | JAR 4   |       |       |       |       | 1º       | 490    |
| 2009 | Freightliner | 2   | Markus Bösiger     | ASS 5   | ASS 3   | ASS 2   | ASS 3   | MIS 1   | MIS 1   | MIS 4  | MIS 2   | ALB 2   | ALB 3  | ALB 5   | ALB 2  | NOG 2  | NOG 6  | NOG 4   | NOG 4   | BAR 5   | BAR 5  | BAR 5  | BAR Ret | NUR 1   | NUR Ret | NUR 2   | NUR 4   | MOS 3   | MOS 3   | MOS 4   | MOS 12  | ZOL Ret | ZOL 6   | ZOL Ret | ZOL 7   | LMS 3   | LMS 6   | LMS 4   | LMS Ret | JAR DNS | JAR DNS | JAR DNS | JAR DNS |       |       |       |       | 4º       | 295    |
| 2010 | Freightliner | 5   | David Vršecký      | MIS 5   | MIS C   | MIS 4   | MIS 2   | ALB 5   | ALB 7   | ALB 3  | ALB 4   | NOG 7   | NOG 2  | NOG Ret | NOG 5  | NUR 4  | NUR 1  | NUR 6   | NUR 2   | SMO 3   | SMO 5  | SMO 2  | SMO 8   | MOS 5   | MOS 4   | MOS Ret | MOS 7   | ZOL 8   | ZOL Ret | ZOL 3   | ZOL 5   | LMS Ret | LMS DNS | LMS 6   | LMS 8   | JAR 6   | JAR 2   | JAR 7   | JAR 1   |         |         |         |         |       |       |       |       | 5º       | 287    |
| 2010 | Freightliner | 36  | Uwe Nittel         | MIS     | MIS     | MIS     | MIS     | ALB 9   | ALB Ret | ALB 11 | ALB 10  | NOG 10  | NOG 8  | NOG 6   | NOG 3  | NUR 8  | NUR 4  | NUR Ret | NUR 7   | SMO     | SMO    | SMO    | SMO     | MOS 10  | MOS 7   | MOS 6   | MOS Ret | ZOL 5   | ZOL 2   | ZOL 8   | ZOL 13  | LMS 10  | LMS 6   | LMS 9   | LMS 7   | JAR 8   | JAR 23  | JAR 12  | JAR 10  |         |         |         |         |       |       |       |       | 9º       | 82     |
| 2010 | Freightliner | 44  | Mikhail Konovalov  | MIS     | MIS     | MIS     | MIS     | ALB     | ALB     | ALB    | ALB     | NOG     | NOG    | NOG     | NOG    | NUR    | NUR    | NUR     | NUR     | SMO 9   | SMO 7  | SMO 10 | SMO 9   | MOS     | MOS     | MOS     | MOS     | ZOL     | ZOL     | ZOL     | ZOL     | LMS     | LMS     | LMS     | LMS     | JAR     | JAR     | JAR     | JAR     |         |         |         |         |       |       |       |       | 15º      | 9      |
| 2011 | Freightliner | 5   | David Vršecký      | DON 4   | DON 11  | DON 5   | DON 4   | MIS 8   | MIS Ret | MIS 4  | MIS Ret | ALB 5   | ALB 2  | ALB 5   | ALB 5  | NOG 5  | NOG 1  | NOG 4   | NOG 8   | NUR 6   | NUR 2  | NUR 7  | NUR 1   | SMO 3   | SMO 4   | SMO 4   | SMO 2   | MOS 2   | MOS 1   | MOS 5   | MOS 5   | ZOL 5   | ZOL 8   | ZOL 3   | ZOL 6   | JAR Ret | JAR 7   | JAR 2   | JAR 4   | LMS 1   | LMS 4   | LMS DNS | LMS DNS |       |       |       |       | 5º       | 287    |
| 2011 | Freightliner | 6   | Christopher Levett | DON 12  | DON 4   | DON 17  | DON 6   | MIS 10  | MIS Ret | MIS 7  | MIS 3   | ALB 9   | ALB 11 | ALB 7   | ALB 9  | NOG 6  | NOG 9  | NOG 10  | NOG 9   | NUR 8   | NUR 10 | NUR 8  | NUR 4   | SMO 8   | SMO 2   | SMO 8   | SMO Ret | MOS 13  | MOS Ret | MOS 7   | MOS 2   | ZOL 7   | ZOL 5   | ZOL 9   | ZOL 10  | JAR 7   | JAR 5   | JAR 10  | JAR 10  | LMS 7   | LMS 8   | LMS 6   | LMS 6   |       |       |       |       | 8º       | 129    |
| 2012 | Freightliner | 5   | David Vršecký      | EST 6   | EST 4   | EST Ret | EST 4   | MIS 5   | MIS 1   | MIS 5  | MIS 1   | JAR Ret | JAR 3  | JAR 6   | JAR 5  | NOG 6  | NOG 4  | NOG 12  | NOG 9   | DON 4   | DON 1  | DON 5  | DON 2   | NUR 4   | NUR Ret | NUR 2   | NUR 5   | SMO 5   | SMO 2   | SMO 5   | SMO 6   | MOS 4   | MOS 2   | MOS 6   | MOS 1   | ZOL 3   | ZOL 6   | ZOL Ret | ZOL 8   | JAR 11  | JAR 10  | JAR Ret | JAR 9   | LMS 2 | LMS 6 | LMS 4 | LMS 4 | 5º       | 284    |
| 2012 | Freightliner | 25  | Iurii Egorov       | EST     | EST     | EST     | EST     | MIS     | MIS     | MIS    | MIS     | JAR     | JAR    | JAR     | JAR    | NOG    | NOG    | NOG     | NOG     | DON     | DON    | DON    | DON     | NUR 22  | NUR 16  | NUR 16  | NUR 15  | SMO 10  | SMO 8   | SMO     | SMO     | MOS     | MOS     | MOS     | MOS     | ZOL     | ZOL     | ZOL     | ZOL     | JAR     | JAR     | JAR     | JAR     | LMS   | LMS   | LMS   | LMS   | -        | -      |
| 2012 | Freightliner | 25  | Mikhail Konovalov  | EST     | EST     | EST     | EST     | MIS     | MIS     | MIS    | MIS     | JAR     | JAR    | JAR     | JAR    | NOG    | NOG    | NOG     | NOG     | DON     | DON    | DON    | DON     | NUR     | NUR     | NUR     | NUR     | SMO     | SMO     | SMO Ret | SMO DNS | MOS     | MOS     | MOS     | MOS     | ZOL     | ZOL     | ZOL     | ZOL     | JAR     | JAR     | JAR     | JAR     | LMS   | LMS   | LMS   | LMS   | -        | -      |
| 2012 | Freightliner | 45  | Michal Matejovsky  | EST     | EST     | EST     | EST     | MIS     | MIS     | MIS    | MIS     | JAR     | JAR    | JAR     | JAR    | NOG    | NOG    | NOG     | NOG     | DON     | DON    | DON    | DON     | NUR     | NUR     | NUR     | NUR     | SMO     | SMO     | SMO     | SMO     | MOS 12  | MOS 10  | MOS 14  | MOS 12  | ZOL     | ZOL     | ZOL     | ZOL     | JAR 14  | JAR 12  | JAR 14  | JAR 12  | LMS   | LMS   | LMS   | LMS   | -        | -      |
| 2013 | Freightliner | 33  | David Vršecký      | MIS 2   | MIS 4   | MIS 3   | MIS 3   | NAV 3   | NAV 5   | NAV 6  | NAV 2   | NOG 11  | NOG 9  | NOG 4   | NOG 7  | RBR 6  | RBR 6  | RBR 7   | RBR 1   | NUR 3   | NUR 4  | NUR 4  | NUR 4   | SMO 4   | SMO 9   | SMO 2   | SMO 5   | MOS 4   | MOS Ret | MOS 7   | MOS 1   | ZOL Ret | ZOL 5   | ZOL 1   | ZOL 5   | JAR Ret | JAR 5   | JAR 4   | JAR 4   | LMS 6   | LMS 3   | LMS 3   | LMS 7   |       |       |       |       | 5º       | 294    |
| 2014 | Freightliner | 33  | David Vršecký      | MIS 4   | MIS 9   | MIS 5   | MIS 1   | NAV 5   | NAV 1   | NAV 6  | NAV 3   | NOG 6   | NOG 17 | NOG 4   | NOG 7  | RBR 6  | RBR 1  | RBR 5   | RBR 5   | NUR 5   | NUR 9  | NUR 4  | NUR 7   | MOS 6   | MOS 3   | MOS 1   | MOS 3   | ZOL Ret | ZOL 7   | ZOL 5   | ZOL 5   | JAR 5   | JAR Ret | JAR 4   | JAR 5   | LMS 4   | LMS 5   | LMS 4   | LMS 2   |         |         |         |         |       |       |       |       | 5º       | 255    |
| 2014 | Freightliner | 55  | Adam Lacko         | MIS 6   | MIS 5   | MIS 4   | MIS 2   | NAV 3   | NAV 3   | NAV 5  | NAV 7   | NOG 5   | NOG 1  | NOG 5   | NOG 6  | RBR 4  | RBR 6  | RBR 6   | RBR 1   | NUR 4   | NUR 5  | NUR 3  | NUR 1   | MOS 4   | MOS 1   | MOS 2   | MOS 4   | ZOL 4   | ZOL 3   | ZOL 4   | ZOL 1   | JAR 4   | JAR 1   | JAR 6   | JAR 2   | LMS 5   | LMS 1   | LMS 5   | LMS 1   |         |         |         |         |       |       |       |       | 4º       | 314    |
| 2015 | Freightliner | 33  | David Vršecký      | VAL 4   | VAL 4   | VAL 4   | VAL 3   | RBR 4   | RBR 4   | RBR 4  | RBR 4   | MIS 5   | MIS 4  | MIS 6   | MIS 2  | NOG 4  | NOG 5  | NOG 5   | NOG 9   | NUR 4   | NUR 3  | NUR 2  | NUR 3   | MOS 8   | MOS 1   | MOS 6   | MOS 2   | HUN 4   | HUN 2   | HUN 6   | HUN 3   | ZOL 4   | ZOL 4   | ZOL 7   | ZOL 1   | JAR 8   | JAR 2   | JAR 4   | JAR 5   | LMS 4   | LMS 6   | LMS 4   | LMS 4   |       |       |       |       | 4º       | 405    |
| 2015 | Freightliner | 55  | Adam Lacko         | VAL 3   | VAL 3   | VAL 2   | VAL 5   | RBR 2   | RBR 5   | RBR 2  | RBR 5   | MIS 2   | MIS 2  | MIS 3   | MIS 1  | NOG 1  | NOG 4  | NOG 2   | NOG 7   | NUR 2   | NUR 6  | NUR 8  | NUR 1   | MOS 3   | MOS 2   | MOS 8   | MOS 1   | HUN 2   | HUN Ret | HUN Ret | HUN 5   | ZOL 2   | ZOL 1   | ZOL Ret | ZOL 13  | JAR 7   | JAR 1   | JAR 3   | JAR 3   | LMS 2   | LMS 5   | LMS 3   | LMS 5   |       |       |       |       | 2º       | 447    |
| 2016 | Freightliner | 55  | Adam Lacko         | RBR 6   | RBR 5   | RBR 1   | RBR 1   | MIS 1   | MIS 1   | MIS 1  | MIS 5   | NOG 2   | NOG 3  | NOG 2   | NOG 1  | NUR 2  | NUR 4  | NUR 1   | NUR 1   | HUN 5   | HUN 4  | HUN 3  | HUN 1   | MOS 1   | MOS 4   | MOS 2   | MOS 2   | ZOL 2   | ZOL 1   | ZOL 13  | ZOL 1   | LMS 1   | LMS 2   | LMS 2   | LMS 3   | JAR 3   | JAR Ret | JAR 2   | JAR 7   |         |         |         |         |       |       |       |       | 2º       | 407    |
| 2016 | Freightliner | 86  | Jiří Forman        | RBR DSQ | RBR 7   | RBR 7   | RBR 5   | MIS 10  | MIS 9   | MIS 13 | MIS 12  | NOG 10  | NOG 9  | NOG 9   | NOG 3  | NUR 15 | NUR 15 | NUR 8   | NUR 11  | HUN Ret | HUN 7  | HUN 7  | HUN 4   | MOS 6   | MOS 7   | MOS 8   | MOS 12  | ZOL 8   | ZOL 7   | ZOL 12  | ZOL 11  | LMS 8   | LMS 10  | LMS 13  | LMS 10  | JAR 9   | JAR 5   | JAR 6   | JAR 8   |         |         |         |         |       |       |       |       | 10º      | 93     |
| 2017 | Freightliner | 33  | Alen Draganović    | RBR 14  | RBR 13  | RBR 9   | RBR 6   | MIS     | MIS     | MIS    | MIS     | NUR     | NUR    | NUR     | NUR    | SVK    | SVK    | SVK     | SVK     | HUN     | HUN    | HUN    | HUN     | MOS     | MOS     | MOS     | MOS     | ZOL     | ZOL     | ZOL     | ZOL     | LMS     | LMS     | LMS     | LMS     | JAR     | JAR     | JAR     | JAR     |         |         |         |         |       |       |       |       | 16º      | 7      |
| 2017 | Freightliner | 33  | Enes Draganović    | RBR     | RBR     | RBR     | RBR     | MIS DNS | MIS Ret | MIS 9  | MIS 11  | NUR     | NUR    | NUR     | NUR    | SVK    | SVK    | SVK     | SVK     | HUN     | HUN    | HUN    | HUN     | MOS     | MOS     | MOS     | MOS     | ZOL     | ZOL     | ZOL     | ZOL     | LMS     | LMS     | LMS     | LMS     | JAR     | JAR     | JAR     | JAR     |         |         |         |         |       |       |       |       | 22º      | 2      |
| 2017 | Freightliner | 33  | David Vršecký      | RBR     | RBR     | RBR     | RBR     | MIS     | MIS     | MIS    | MIS     | NUR 12  | NUR 15 | NUR 5   | NUR C  | SVK 6  | SVK 6  | SVK 6   | SVK 8   | HUN 8   | HUN 4  | HUN 9  | HUN 3   | MOS 6   | MOS 5   | MOS 7   | MOS 2   | ZOL 5   | ZOL 10  | ZOL 7   | ZOL 2   | LMS 4   | LMS 5   | LMS 6   | LMS 6   | JAR 4   | JAR 1   | JAR 5   | JAR Ret |         |         |         |         |       |       |       |       | 8º       | 150    |
| 2017 | Freightliner | 55  | Adam Lacko         | RBR 4   | RBR 4   | RBR 5   | RBR 2   | MIS 1   | MIS 3   | MIS 1  | MIS 1   | NUR 1   | NUR 1  | NUR 1   | NUR C  | SVK 2  | SVK 3  | SVK 4   | SVK 4   | HUN 4   | HUN 1  | HUN 1  | HUN 1   | MOS 2   | MOS 4   | MOS 1   | MOS 7   | ZOL Ret | ZOL 5   | ZOL 1   | ZOL 4   | LMS 7   | LMS 8   | LMS 1   | LMS 4   | JAR 2   | JAR 6   | JAR 3   | JAR 7   |         |         |         |         |       |       |       |       | 1º       | 381    |
| 2018 | Freightliner | 1   | Adam Lacko         | MIS 2   | MIS 2   | MIS 9   | MIS Ret | HUN 8   | HUN 1   | HUN 3  | HUN 4   | NUR 4   | NUR 3  | NUR 4   | NUR 2  | SVK 3  | SVK 8  | SVK 2   | SVK 5   | MOS 1   | MOS 1  | MOS 2  | MOS 4   | ZOL 2   | ZOL 17  | ZOL 3   | ZOL 7   | LMS 5   | LMS 3   | LMS 12  | LMS 8   | JAR 3   | JAR 9   | JAR 3   | JAR 5   |         |         |         |         |         |         |         |         |       |       |       |       | 2º       | 266    |
| 2018 | Freightliner | 22  | Oly Janes          | MIS DNS | MIS 11  | MIS Ret | MIS 11  | MIS 14  | HUN 11  | HUN 13 | HUN 16  | NUR 20  | NUR 17 | NUR Ret | NUR 11 | SVK 13 | SVK 13 | SVK 10  | SVK 10  | MOS 10  | MOS 9  | MOS 12 | MOS 15  | ZOL 11  | ZOL 12  | ZOL 9   | ZOL 9   | LMS 13  | LMS 11  | LMS 10  | LMS 13  | JAR 11  | JAR 11  | JAR 10  | JAR 13  |         |         |         |         |         |         |         |         |       |       |       |       | 15º      | 13     |
| 2019 | Freightliner | 22  | Oly Janes          | MIS 9   | MIS 9   | MIS 10  | MIS 10  | HUN 9   | HUN 11  | HUN 12 | HUN 10  | SVK 7   | SVK 12 | SVK 10  | SVK 10 | NUR 15 | NUR 16 | NUR 11  | NUR Ret | MOS 13  | MOS 12 | MOS C  | MOS C   | ZOL 10  | ZOL 10  | ZOL 9   | ZOL 11  | LMS 11  | LMS 10  | LMS 7   | LMS 8   | JAR 12  | JAR 10  | JAR Ret | JAR 11  |         |         |         |         |         |         |         |         |       |       |       |       | 11º      | 30     |
| 2019 | Freightliner | 55  | Adam Lacko         | MIS 2   | MIS 4   | MIS 2   | MIS 4   | HUN DSQ | HUN 8   | HUN 6  | HUN Ret | SVK 3   | SVK 3  | SVK 4   | SVK 4  | NUR 6  | NUR 1  | NUR 3   | NUR 7   | MOS 2   | MOS 3  | MOS C  | MOS C   | ZOL 3   | ZOL 5   | ZOL 2   | ZOL Ret | LMS 4   | LMS 3   | LMS 1   | LMS 5   | JAR 5   | JAR 6   | JAR 1   | JAR 5   |         |         |         |         |         |         |         |         |       |       |       |       | 3º       | 261    |
| 2020 | Freightliner | 20  | Téo Calvet         | MOS Ret | MOS 11  | MOS 7   | MOS C   | HUN 6   | HUN 3   | HUN 8  | HUN 6   |         |        |         |        |        |        |         |         |         |        |        |         |         |         |         |         |         |         |         |         |         |         |         |         |         |         |         |         |         |         |         |         |       |       |       |       | -        | -      |
| 2020 | Freightliner | 29  | Aliyyah Koloc      | MOS 8   | MOS Ret | MOS 13  | MOS C   | HUN 11  | HUN 9   | HUN 11 | HUN Ret |         |        |         |        |        |        |         |         |         |        |        |         |         |         |         |         |         |         |         |         |         |         |         |         |         |         |         |         |         |         |         |         |       |       |       |       | -        | -      |
| 2020 | Freightliner | 55  | Adam Lacko         | MOS 4   | MOS 1   | MOS 2   | MOS C   | HUN 1   | HUN 2   | HUN 2  | HUN 4   |         |        |         |        |        |        |         |         |         |        |        |         |         |         |         |         |         |         |         |         |         |         |         |         |         |         |         |         |         |         |         |         |       |       |       |       | -        | -      |
| 2021 | Freightliner | 20  | Téo Calvet         | HUN 9   | HUN C   | HUN 7   | HUN 7   | MOS 8   | MOS 2   | MOS 5  | MOS 6   | ZOL 7   | ZOL 3  | ZOL 7   | ZOL 3  | LMS    | LMS    | LMS     | LMS     | JAR Ret | JAR 8  | JAR 8  | JAR 1   | MIS 8   | MIS 2   | MIS Ret | MIS Ret |         |         |         |         |         |         |         |         |         |         |         |         |         |         |         |         |       |       |       |       | 8º       | 88     |
| 2021 | Freightliner | 29  | Aliyyah Koloc      | HUN 11  | HUN C   | HUN 12  | HUN 12  | MOS 14  | MOS 16  | MOS 13 | MOS 14  | ZOL 13  | ZOL 13 | ZOL 13  | ZOL 12 | LMS    | LMS    | LMS     | LMS     | JAR Ret | JAR 14 | JAR 9  | JAR 14  | MIS 11  | MIS 11  | MIS 11  | MIS 12  |         |         |         |         |         |         |         |         |         |         |         |         |         |         |         |         |       |       |       |       | 16.ª     | 2      |
| 2021 | Freightliner | 55  | Adam Lacko         | HUN 3   | HUN C   | HUN 3   | HUN 3   | MOS 3   | MOS 8   | MOS 2  | MOS 4   | ZOL 4   | ZOL 1  | ZOL 2   | ZOL 2  | LMS 5  | LMS 2  | LMS 5   | LMS 3   | JAR 5   | JAR 5  | JAR 3  | JAR 4   | MIS 5   | MIS 5   | MIS 6   | MIS 7   |         |         |         |         |         |         |         |         |         |         |         |         |         |         |         |         |       |       |       |       | 3º       | 203    |

### Resultados de sus pilotos en la Promoter's Cup del ETRC
| Año  | Camión       | N.º | Pilotos         | 1       | 1       | 1       | 1     | 2       | 2       | 2     | 2       | 3      | 3     | 3       | 3     | 4     | 4     | 4     | 4       | 5       | 5     | 5     | 5     | 6     | 6     | 6       | 6       | 7     | 7     | 7     | 7     | 8     | 8     | 8       | 8     | 9   | 9   | 9   | 9   | Posición | Puntos |
| ---- | ------------ | --- | --------------- | ------- | ------- | ------- | ----- | ------- | ------- | ----- | ------- | ------ | ----- | ------- | ----- | ----- | ----- | ----- | ------- | ------- | ----- | ----- | ----- | ----- | ----- | ------- | ------- | ----- | ----- | ----- | ----- | ----- | ----- | ------- | ----- | --- | --- | --- | --- | -------- | ------ |
| 2017 | Freightliner | 33  | Alen Draganović | RBR 5   | RBR 5   | RBR 3   | RBR 1 | MIS     | MIS     | MIS   | MIS     | NUR    | NUR   | NUR     | NUR   | SVK   | SVK   | SVK   | SVK     | HUN     | HUN   | HUN   | HUN   | MOS   | MOS   | MOS     | MOS     | ZOL   | ZOL   | ZOL   | ZOL   | LMS   | LMS   | LMS     | LMS   | JAR | JAR | JAR | JAR | 13º      | 36     |
| 2017 | Freightliner | 33  | Enes Draganović | RBR     | RBR     | RBR     | RBR   | MIS DNS | MIS Ret | MIS 2 | MIS 5   | NUR    | NUR   | NUR     | NUR   | SVK   | SVK   | SVK   | SVK     | HUN     | HUN   | HUN   | HUN   | MOS   | MOS   | MOS     | MOS     | ZOL   | ZOL   | ZOL   | ZOL   | LMS   | LMS   | LMS     | LMS   | JAR | JAR | JAR | JAR | 19º      | 21     |
| 2018 | Freightliner |     |                 |         |         |         |       |         |         |       |         |        |       |         |       |       |       |       |         |         |       |       |       |       |       |         |         |       |       |       |       |       |       |         |       |     |     |     |     |          |        |
| 2018 | Freightliner | 22  | Oly Janes       | MIS DNS | MIS 3   | MIS Ret | MIS 2 | HUN 6   | HUN 2   | HUN 5 | HUN 8   | NUR 10 | NUR 5 | NUR Ret | NUR 2 | SVK 6 | SVK 6 | SVK 3 | SVK 3   | MOS 1   | MOS 1 | MOS 3 | MOS 6 | ZOL 2 | ZOL 4 | ZOL 1   | ZOL 2   | LMS 4 | LMS 2 | LMS 2 | LMS 3 | JAR 3 | JAR 3 | JAR 2   | JAR 5 |     |     |     |     | 3º       | 271    |
| 2019 | Freightliner |     |                 |         |         |         |       |         |         |       |         |        |       |         |       |       |       |       |         |         |       |       |       |       |       |         |         |       |       |       |       |       |       |         |       |     |     |     |     |          |        |
| 2019 | Freightliner | 22  | Oly Janes       | MIS 2   | MIS 2   | MIS 1   | MIS 2 | HUN 1   | HUN 3   | HUN 4 | HUN 2   | SVK 2  | SVK 5 | SVK 2   | SVK 3 | NUR 6 | NUR 7 | NUR 2 | NUR Ret | MOS 4   | MOS 2 | MOS C | MOS C | ZOL 3 | ZOL 1 | ZOL 2   | ZOL 4   | LMS 3 | LMS 2 | LMS 1 | LMS 2 | JAR 2 | JAR 1 | JAR Ret | JAR 2 |     |     |     |     | 1º       | 320    |
| 2020 | Freightliner | 20  | Téo Calvet      | MOS Ret | MOS 4   | MOS 1   | MOS C | HUN 2   | HUN 1   | HUN 2 | HUN 1   |        |       |         |       |       |       |       |         |         |       |       |       |       |       |         |         |       |       |       |       |       |       |         |       |     |     |     |     | -        | -      |
| 2020 | Freightliner | 29  | Aliyyah Koloc   | MOS 2   | MOS Ret | MOS 5   | MOS C | HUN 5   | HUN 5   | HUN 5 | HUN Ret |        |       |         |       |       |       |       |         |         |       |       |       |       |       |         |         |       |       |       |       |       |       |         |       |     |     |     |     | -        | -      |
| 2021 | Freightliner | 20  | Téo Calvet      | HUN 3   | HUN C   | HUN 2   | HUN 2 | MOS 1   | MOS 1   | MOS 1 | MOS 2   | ZOL 1  | ZOL 1 | ZOL 1   | ZOL 1 | LMS   | LMS   | LMS   | LMS     | JAR Ret | JAR 2 | JAR 1 | JAR 1 | MIS 1 | MIS 1 | MIS Ret | MIS Ret |       |       |       |       |       |       |         |       |     |     |     |     | 2º       | 224    |
| 2021 | Freightliner | 29  | Aliyyah Koloc   | HUN 5   | HUN C   | HUN 4   | HUN 4 | MOS 6   | MOS 7   | MOS 5 | MOS 7   | ZOL 5  | ZOL 5 | ZOL 5   | ZOL 5 | LMS   | LMS   | LMS   | LMS     | JAR Ret | JAR 6 | JAR 2 | JAR 5 | MIS 4 | MIS 6 | MIS 4   | MIS 5   |       |       |       |       |       |       |         |       |     |     |     |     | 5º       | 131    |

### Resultados en el Campeonato de Francia de Carreras de Camiones
| Año  | Camión       | N.º | Pilotos       | 1       | 1     | 1     | 1     | 2      | 2     | 2     | 2     | 3     | 3     | 3     | 3     | 4     | 4     | 4     | 4      | Posición | Puntos |
| ---- | ------------ | --- | ------------- | ------- | ----- | ----- | ----- | ------ | ----- | ----- | ----- | ----- | ----- | ----- | ----- | ----- | ----- | ----- | ------ | -------- | ------ |
| 2020 | Freightliner | 20  | Téo Calvet    | NOG 1   | NOG 4 | NOG 3 | NOG 6 |        |       |       |       |       |       |       |       |       |       |       |        | -        | -      |
| 2020 | Freightliner | 29  | Aliyyah Koloc | NOG 3   | NOG 7 | NOG 7 | NOG 2 |        |       |       |       |       |       |       |       |       |       |       |        | -        | -      |
| 2020 | Freightliner | 55  | Adam Lacko    | NOG Ret | NOG 5 | NOG 1 | NOG 1 |        |       |       |       |       |       |       |       |       |       |       |        | -        | -      |
| 2021 | Freightliner | 20  | Téo Calvet    | CHR 1   | CHR 1 | CHR 1 | CHR 1 | NOG 2  | NOG 2 | NOG 1 | NOG 1 | ALB 1 | ALB 1 | ALB 1 | ALB 3 | LMS 6 | LMS 2 | LMS 2 | LMS 1  | 1º       | 234    |
| 2021 | Freightliner | 29  | Aliyyah Koloc | CHR 5   | CHR 4 | CHR 3 | CHR 4 | NOG 14 | NOG 4 | NOG 2 | NOG 3 | ALB 7 | ALB 4 | ALB 4 | ALB 2 | LMS 4 | LMS 4 | LMS 5 | LMS 12 | 5º       | 143,5  |

### Resultados en el Campeonato Holandés de Carreras de Camiones
| Año  | Camión       | N.º | Pilotos       | 1   | 1   | 1   | 1   | 2      | 2      | 2       | 2     | Posición | Puntos |
| ---- | ------------ | --- | ------------- | --- | --- | --- | --- | ------ | ------ | ------- | ----- | -------- | ------ |
| 2020 | Freightliner | 20  | Téo Calvet    | LAU | LAU | LAU | LAU | ZOL 6  | ZOL 2  | ZOL DNS | ZOL 5 | -        | -      |
| 2020 | Freightliner | 29  | Aliyyah Koloc | LAU | LAU | LAU | LAU | ZOL 10 | ZOL 10 | ZOL 7   | ZOL 7 | -        | -      |
| 2020 | Freightliner | 55  | Adam Lacko    | LAU | LAU | LAU | LAU | ZOL 1  | ZOL 1  | ZOL 1   | ZOL 1 | -        | -      |

### Resultados en el Rally Dakar en la categoría de camiones
| Año  | Vehículo      | Pilotos        | Resultados |
| ---- | ------------- | -------------- | ---------- |
| 2014 | Tatra Phoenix | Martin Kolomý  | Ret        |
| 2015 | Tatra Phoenix | Martin Kolomý  | 7          |
| 2016 | Tatra Phoenix | Martin Kolomý  | 17         |
| 2017 | Tatra Phoenix | Martin Kolomý  | 15         |
| 2017 | Tatra Phoenix | Ales Loprais   | 7          |
| 2018 | Tatra Phoenix | Martin Kolomý  | 11         |
| 2018 | Tatra Phoenix | Martin Soltys  | 12         |
| 2019 | Tatra Phoenix | Martin Kolomý  | Ret        |
| 2019 | Tatra Phoenix | Martin Soltys  | Ret        |
| 2020 | Tatra Phoenix | Martin Soltys  | 11         |
| 2021 | Tatra Phoenix | Ignacio Casale | 9          |
| 2021 | Tatra Phoenix | Martin Soltys  | 10         |

### Resultados en el Rally Dakar en la categoría de SSV
| Año  | Vehículo        | Pilotos        | Resultados |
| ---- | --------------- | -------------- | ---------- |
| 2020 | Can-Am Maverick | Josef Machacek | 27         |
| 2021 | Can-Am Maverick | Josef Machacek | 12         |
| 2021 | Can-Am Maverick | Tomas Enge     | 34         |

### Resultados en el Rally Dakar en la categoría de Vehículo Ligero
| Año  | Vehículo        | Pilotos        | Resultados |
| ---- | --------------- | -------------- | ---------- |
| 2021 | Can-Am Maverick | Josef Machacek | 1          |
| 2021 | Can-Am Maverick | Tomas Enge     | 10         |

## Palmarés
Pentacampeón del Campeonato de Europa de Carreras de Camiones (2007, 2008, 2009, 2015 y 2017).